# Mark Uth
Mark-Alexander Uth (Colonia, 24 agosto 1991) è un calciatore tedesco, attaccante del Colonia.

## Carriera

### Heerenveen
Nella stagione 2012-2013 giocato 3 partite in Eredivisie con l'Heerenveen. La stagione 2013-2014 la passa in prestito all'Heracles Almelo, per poi ritornare all'Heerenveen nella stagione 2014-2015.

### Hoffenheim
Il 2 luglio 2015 viene acquistato dall'Hoffenheim con il quale firma un contratto triennale.
Il 5 dicembre 2015 segna un gol nel maxi-recupero di 9 minuti

## Statistiche

### Presenze e reti nei club
Statistiche aggiornate al 22 dicembre 2025.
| Stagione          | Squadra           | Campionato        | Campionato | Campionato | Coppe nazionali | Coppe nazionali | Coppe nazionali | Coppe continentali | Coppe continentali | Coppe continentali | Altre coppe | Altre coppe | Altre coppe | Totale | Totale |
| Stagione          | Squadra           | Comp              | Pres       | Reti       | Comp            | Pres            | Reti            | Comp               | Pres               | Reti               | Comp        | Pres        | Reti        | Pres   | Reti   |
| ----------------- | ----------------- | ----------------- | ---------- | ---------- | --------------- | --------------- | --------------- | ------------------ | ------------------ | ------------------ | ----------- | ----------- | ----------- | ------ | ------ |
| 2009-2010         | Colonia II        | RL                | 3          | 0          | -               | -               | -               | -                  | -                  | -                  | -           | -           | -           | 3      | 0      |
| 2010-2011         | Colonia II        | RL                | 23         | 7          | -               | -               | -               | -                  | -                  | -                  | -           | -           | -           | 23     | 7      |
| 2011-2012         | Colonia II        | RL                | 15         | 9          | -               | -               | -               | -                  | -                  | -                  | -           | -           | -           | 15     | 9      |
| 2012-2013         | Heerenveen        | E                 | 3+2        | 0+1        | CO              | 0               | 0               | -                  | -                  | -                  | -           | -           | -           | 5      | 1      |
| 2013-2014         | Heracles Almelo   | E                 | 28         | 8          | CO              | 3               | 2               | -                  | -                  | -                  | -           | -           | -           | 31     | 10     |
| 2014-2015         | Heerenveen        | E                 | 32+4       | 15+5       | CO              | 1               | 0               | -                  | -                  | -                  | -           | -           | -           | 37     | 20     |
| Totale Heerenveen | Totale Heerenveen | Totale Heerenveen | 35+6       | 15+6       |                 | 1               | 0               |                    | -                  | -                  |             | -           | -           | 42     | 21     |
| 2015-2016         | Hoffenheim        | BL                | 25         | 8          | CG              | 0               | 0               | -                  | -                  | -                  | -           | -           | -           | 25     | 8      |
| 2016-2017         | Hoffenheim        | BL                | 22         | 7          | CG              | 1               | 1               | -                  | -                  | -                  | -           | -           | -           | 23     | 8      |
| 2017-2018         | Hoffenheim        | BL                | 31         | 14         | CG              | 2               | 0               | UCL+UEL            | 2+3                | 2+1                | -           | -           | -           | 38     | 17     |
| Totale Hoffenheim | Totale Hoffenheim | Totale Hoffenheim | 78         | 29         |                 | 3               | 1               |                    | 5                  | 3                  |             | -           | -           | 86     | 33     |
| 2016-2017         | Hoffenheim II     | RL                | 1          | 1          | -               | -               | -               | -                  | -                  | -                  | -           | -           | -           | 1      | 1      |
| 2018-2019         | Schalke 04        | BL                | 20         | 2          | CG              | 4               | 1               | UCL                | 5                  | 1                  | -           | -           | -           | 29     | 4      |
| 2019-gen. 2020    | Schalke 04        | BL                | 8          | 0          | CG              | 1               | 0               | -                  | -                  | -                  | -           | -           | -           | 9      | 0      |
| 2019-gen. 2020    | Schalke 04 II     | RL                | 1          | 0          | -               | -               | -               | -                  | -                  | -                  | -           | -           | -           | 1      | 0      |
| gen.-giu. 2020    | Colonia           | BL                | 15         | 5          | CG              | 0               | 0               | -                  | -                  | -                  | -           | -           | -           | 15     | 5      |
| 2020-2021         | Schalke 04        | BL                | 20         | 3          | CG              | 1               | 0               | -                  | -                  | -                  | -           | -           | -           | 21     | 3      |
| Totale Schalke 04 | Totale Schalke 04 | Totale Schalke 04 | 48         | 5          |                 | 6               | 1               |                    | 5                  | 1                  |             | -           | -           | 59     | 7      |
| 2021-2022         | Colonia           | BL                | 30         | 5          | CG              | 3               | 0               | -                  | -                  | -                  | -           | -           | -           | 33     | 5      |
| 2022-2023         | Colonia           | BL                | 3          | 0          | CG              | 1               | 1               | UECL               | 1                  | 0                  | -           | -           | -           | 5      | 1      |
| 2023-2024         | Colonia           | BL                | 11         | 0          | CG              | 2               | 1               | -                  | -                  | -                  | -           | -           | -           | 13     | 1      |
| 2024-2025         | Colonia           | 2L                | 5          | 0          | CG              | 0               | 0               | -                  | -                  | -                  | -           | -           | -           | 5      | 0      |
| Totale Colonia    | Totale Colonia    | Totale Colonia    | 64         | 10         |                 | 6               | 2               |                    | 1                  | 0                  |             | -           | -           | 71     | 12     |
| 2023-2024         | Colonia II        | RL                | 1          | 0          | -               | -               | -               | -                  | -                  | -                  | -           | -           | -           | 1      | 0      |
| 2024-2025         | Colonia II        | RL                | 3          | 0          | -               | -               | -               | -                  | -                  | -                  | -           | -           | -           | 3      | 0      |
| Totale Colonia II | Totale Colonia II | Totale Colonia II | 45         | 16         |                 | -               | -               |                    | -                  | -                  |             | -           | -           | 45     | 16     |
| Totale carriera   | Totale carriera   | Totale carriera   | 306        | 90         |                 | 19              | 6               |                    | 11                 | 4                  |             | -           | -           | 336    | 100    |

### Cronologia presenze e reti in nazionale
| Cronologia completa delle presenze e delle reti in nazionale ― Paesi Bassi | Cronologia completa delle presenze e delle reti in nazionale ― Paesi Bassi | Cronologia completa delle presenze e delle reti in nazionale ― Paesi Bassi | Cronologia completa delle presenze e delle reti in nazionale ― Paesi Bassi | Cronologia completa delle presenze e delle reti in nazionale ― Paesi Bassi | Cronologia completa delle presenze e delle reti in nazionale ― Paesi Bassi | Cronologia completa delle presenze e delle reti in nazionale ― Paesi Bassi | Cronologia completa delle presenze e delle reti in nazionale ― Paesi Bassi |
| Data                                                                       | Città                                                                      | In casa                                                                    | Risultato                                                                  | Ospiti                                                                     | Competizione                                                               | Reti                                                                       | Note                                                                       |
| -------------------------------------------------------------------------- | -------------------------------------------------------------------------- | -------------------------------------------------------------------------- | -------------------------------------------------------------------------- | -------------------------------------------------------------------------- | -------------------------------------------------------------------------- | -------------------------------------------------------------------------- | -------------------------------------------------------------------------- |
| 13-10-2018                                                                 | Amsterdam                                                                  | Paesi Bassi                                                                | 3 – 0                                                                      | Germania                                                                   | UEFA Nations League 2018-2019 - 1º turno                                   | -                                                                          | 68’                                                                        |
| Totale                                                                     |                                                                            | Presenze                                                                   | 1                                                                          |                                                                            | Reti                                                                       | 0                                                                          |                                                                            |

## Palmarès

### Club

#### Competizioni nazionali
- Campionato tedesco di seconda divisione: 1

Colonia: 2024-2025